# Оповещение (рассказ)
«Оповещение» — рассказ Владимира Набокова, относящийся к русскому периоду его творчества. Был написан и опубликован (под псевдонимом В. Сирин) в 1934 году, вошёл в состав сборника «Соглядатай» (Париж, 1938).

## Сюжет
В центре повествования в «Оповещении» оказывается пожилая русская эмигрантка Евгения Исаковна. Её единственный сын погиб в Париже, упав в шахту лифта, и друзья Евгении Исаковны не знают, как рассказать ей об этом. Все они собираются у неё дома, она, ничего не понимая, хлопочет на кухне, чтобы их угостить. Когда положение становится невыносимым, один из героев начинает кричать: «Да что там, в самом деле — умер, умер, умер!».

## Публикация и оценки
«Оповещение» было написано не позже марта 1934 года и увидело свет в русской эмигрантской газете «Последние новости», выходившей в Париже, 8 апреля того же года. В 1938 году автор включил рассказ в сборник «Соглядатай». Перевод на английский язык получил название Breaking the News («Внезапные вести»). Впоследствии Набоков признал, что в «Оповещении» много параллелей с рассказом «Знаки и символы», написанном в 1948 году на английском языке
По мнению биографа писателя Брайана Бойда, «те, кто называет Набокова холодным и бесчеловечным, не читали, должно быть, этот рассказ, пронизанный тёплым, неожиданным, удивительно тонким вниманием к человеку, состраданием к горечи одиночества и утраты». Пётр Бицилли охарактеризовал «Оповещение» как «трогательный» рассказ.